# مقياس ليكرت
مقياس ليكرت (بالإنجليزية: Likert scale) هو أسلوب لقياس السلوكيات والتفضيلات مستعمل في الاختبارات النفسية استنبطه عالم النفس رينسيس ليكرت. يستعمل في الاستبيانات وبخاصة في مجال الإحصاءات. ويعتمد المقياس على ردود تدل على درجة الموافقة أو الاعتراض على صيغة ما. وهو الأسلوب الأكثر استخدامًا في تقييم الردود في الأبحاث المسحية، حتى أن المصطلح (أو المقياس النوعي ليكرت) يستخدم في بعض الأحيان بشكل متبادل مع مقياس التقييم، على الرغم من وجود أنواع أخرى من مقاييس التقييم.
ميّز ليكرت بين المقياس الأصلي، الذي ينبع من الاستجابات الجماعية لمجموعة من العناصر (عادةً ثماني عناصر أو أكثر)، والتنسيق الذي تُسجل فيه الإجابات على مدى نطاق معين. يُشار فنيًا إلى المقياس الأصلي بمصطلح مقياس ليكرت، ويتعلق الفرق بين هذين المفهومين بالتمييز الذي قام به ليكرت بين الظاهرة الأساسية التي يُتحقق منها ووسائل التقاط التباينات التي تشير إلى الظاهرة الأساسية.
عند الاستجابة لعنصر ليكرت، يحدد المستجيبون مستوى موافقتهم أو عدم موافقتهم على مقياس متناظر للاتفاق والاختلاف لسلسلة من العبارات. وبالتالي، تسجل مدى شدة مشاعرهم تجاه العنصر المحدد. ونظرًا لذلك، فقد وجدت مقاييس ليكرت تطبيقاً في علم النفس والعلوم الاجتماعية والإحصاء والأعمال والتسويق.
يمكن إنشاء مقياس عن طريق جمع إجابات الاستبيان وحساب مجموعها أو متوسطها عبر مجموعة من العناصر الفردية (الأسئلة). وعند القيام بذلك، يفترض مقياس ليكرت أن المسافات بين كل خيار (خيار الإجابة) متساوية. ويستخدم العديد من الباحثين مجموعة من هذه العناصر التي ترتبط بشكل كبير ببعضها البعض (والتي تظهر تماسكًا داخليًا عاليًا) ولكنها سوية ستلتقط المجال الكامل المدروس (والذي يتطلب ترابطًا أقل من الكمال). ويتمسك البعض الآخر بمعيار يفترض فيه "أن جميع العناصر هي تكرارات لبعضها البعض، أو بعبارة أخرى يتم اعتبار العناصر أدوات متوازية".:197 بالمقابل، تعتبر نظرية الاختبارات الحديثة صعوبة كل عنصر من هذه العناصر (التي تمثل منحنيات الاستجابة الخاصة بها) معلومة تضمن في تقييم هذه العناصر.

## تعريف
مقياس ليكرت هو مجموع الإجابات المحصلة حول «فقرات ليكرت». أما «فقرات ليكرت» (Likert item) فتتألف من قسمين: الجذع (stem) وهي جملة تحدد سلوكية ما، و«السلم» وهو مقياس يستعمل لتحديد درجة الموافقة والاختلاف مع جملة الجذع. مثال:
- الجذع: أعتقد أن حكم الإعدام هو حكم جائر
- السلم:

| أعارض بشدة | أعارض | لا أعارض ولا أوافق | أوافق | أوافق بشدة |
| ---------- | ----- | ------------------ | ----- | ---------- |

وعلى الشخص الذي يأخذ الاختبار، اختيار مربع واحد من السلم الذي يماثل ما يقتنع به. والمربع المتوسط هو المربع المحايد. وعادة يتألف السلم من عدد مفرد من الخيارات كما أظهرت الأبحاث أنه من الأفضل استعمال 5 أو 7 خيارات. كما يمكن استعمال رسومات لتحديد مستوى الموافقة. ويعتمد الأسلوب على القياس الثنائي القطب الذي يقيس إما إيجابية أو سلبية الإجابة. وفي بعض الحالات، يحذف الاحتمال المحايد للحث على اتخاذ موقف واضح «مع» أو «ضد» فقرة الجذع.

## نتيجة التقييم والتحليل
بعد الانتهاء من الإجابة على جميع الأسئلة، يمكن تحليل كل جذع على حدى كما يمكن جمع إجابات مجموعات من الجذوع للحصول على نتيجة جماعية لكل مجموعة. ويمكن تحليل النتائج بناء على طريقتين: الأولى اعتبارها قيم تراتبية والثانية اعتبارها قيم فترات (interval-level). وهناك اختلاف على تحديد أي من الطريقتين أجدى.
عند اعتماد نتيجة اختبار ليكرت كقيمة تراتبية، تُمثل النتيجة كرسم بياني شريطي (bar chart) وملخص متوسطه يكون الوسيط أو المنوال وليس المعدل. ويقاس مقياس النزعة المركزية من خلال الامتداد عبر الأرباع (وليس من خلال الانحراف المعياري). كما يمكن تحليلها باستعمال مقاييس غير متغيرة مثل مقياس تربيع الكاي، مقياس مان-ويتني أو ما شبههم.